# یواس‌اس میزوری (بی‌بی-۱۱)
یواس‌اس میزوری (بی‌بی-۱۱) (به انگلیسی: USS Missouri (BB-11)) یک کشتی بود که طول آن ۳۹۳٫۹ فوت (۱۲۰٫۱ متر) بود. این کشتی در سال ۱۹۰۱ ساخته شد.